# Ferizaj
Ferizaj [fɛɾiˑzaj] (albanisch auch Ferizaji [fɛɾizaˑji]; serbisch Урошевац Uroševac [uroʂɛʋat͡s], ältere Bezeichnung Ferizovići [fɛɾɨzoʋɨt͡ʃɨ]) ist eine Stadt im Süden des Kosovo und Hauptort der gleichnamigen Gemeinde sowie des Bezirkes Ferizaj. Mit über 42.000 Einwohnern ist sie die sechstgrößte Stadt des Landes.

## Geographie

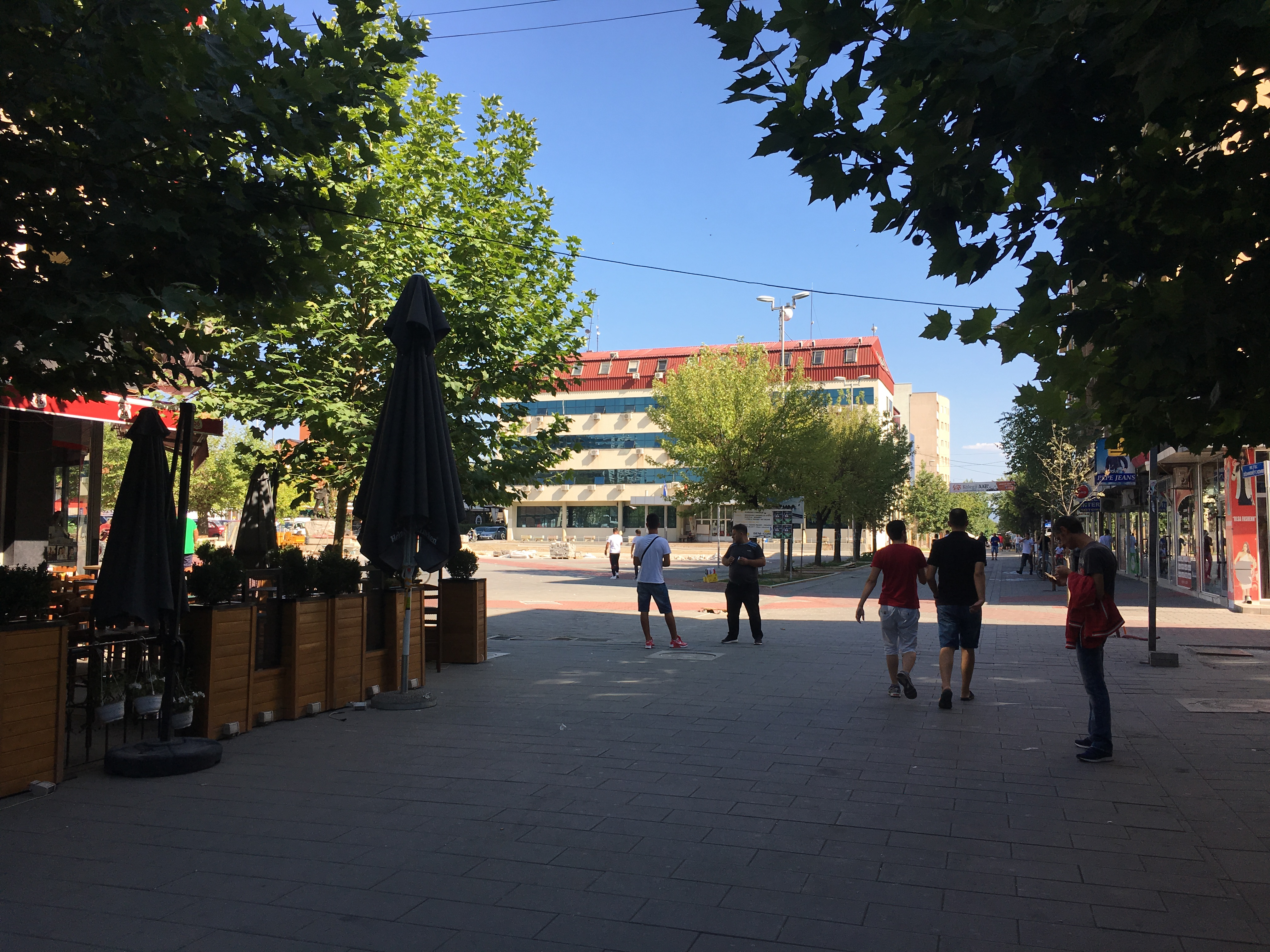
Im Hintergrund das Rathaus von Ferizaj (2017)

Ferizaj liegt auf 573 Meter Höhe über Meer am Ostfuß der Šar Planina im Tal des Lepenci, der diese Region des Kosovo zur Ägäis hin entwässert. Die Stadt liegt etwa auf halbem Wege zwischen Pristina und Skopje etwa 40 km nördlich der Grenze zu Nordmazedonien.
Das Stadtgebiet umfasst rund 345 km² und hat fast keine Erhebungen. Während sich im Norden das landwirtschaftlich genutzte Amselfeld öffnet, erheben sich westlich der Stadt die ersten Ausläufer des Šar Planina, die dicht bewaldet sind.
Östlich der Stadt befindet sich das Camp Bondsteel, eine nach dem Kosovokrieg erbaute Militärbasis, welche der größte US-amerikanische Stützpunkt im Kosovo sowie einer der größten außerhalb der USA ist.

## Geschichte
Ferizaj zählt zu den jüngsten Städten des Kosovo. Sie verdankt ihren Aufstieg dem Bau der Bahnlinie Mitrovica–Skopje im Jahr 1873, als Feriz-Beg Shasivari, der Namensgeber der Stadt, den Bahnhof auf seinen Landgut erbauen ließ. Daher der Name Ferizaj bzw. Ferizovići (somit „Dorf von Feriz“), um den herum eine rasch anwachsende Siedlung entstand, seinerzeit noch zum Osmanischen Reich gehörend.

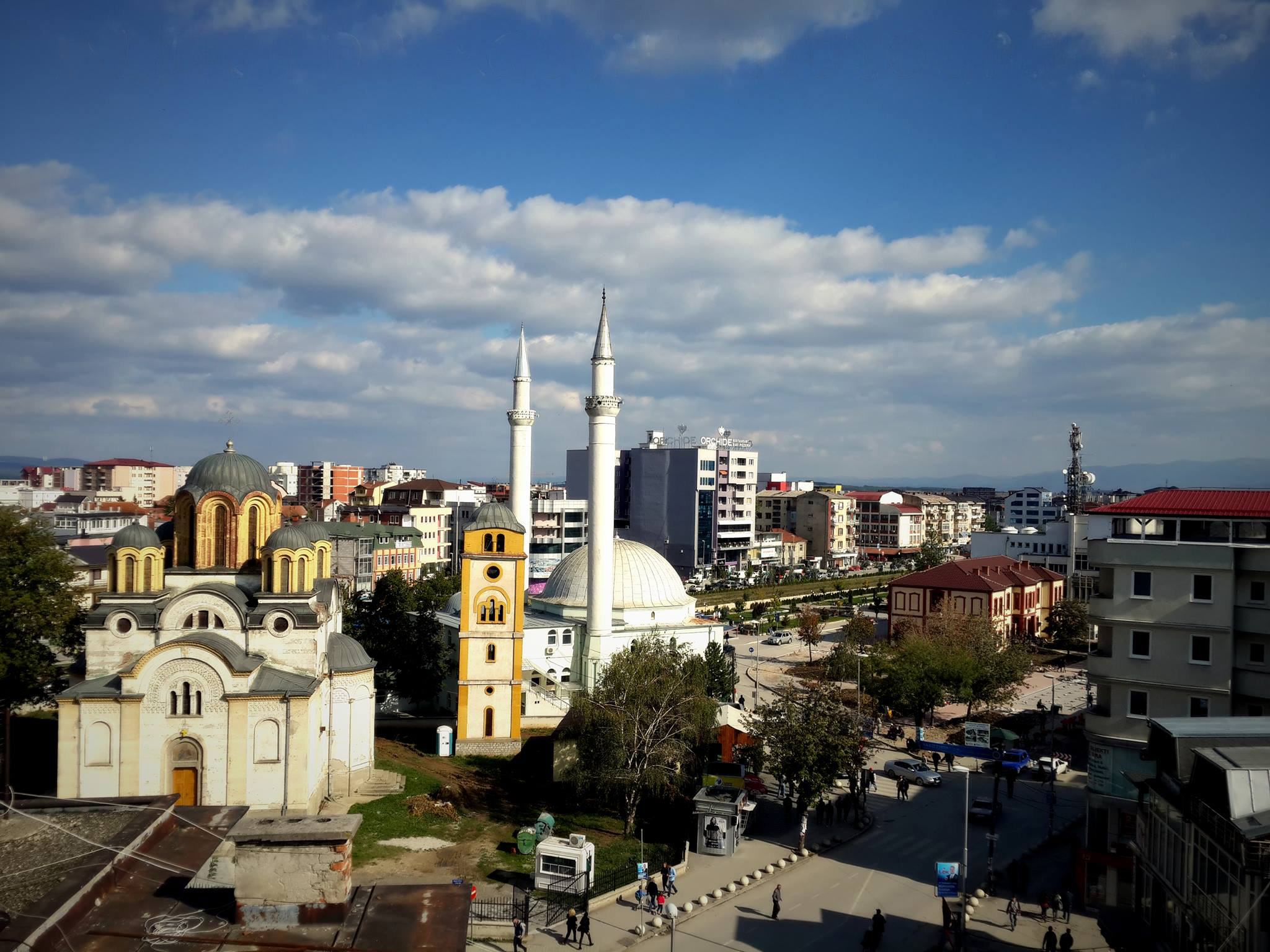
Symbol der religiösen Toleranz: Moschee und Kirche im gleichen Hof im Stadtzentrum

1913 kam die Stadt als Folge der Balkankriege an das Königreich Serbien und wurde in Uroševac („Stadt von Uroš“) umbenannt, nach dem serbischen König Stefan Uroš V. 1933 wurde die serbisch-orthodoxe Kirche Heiliger Uroš fertig gebaut. Im Ersten Weltkrieg war Uroševac von Österreich-Ungarn, im Zweiten Weltkrieg vom Königreich Italien besetzt.
Die sich im Zentrum befindende große Moschee von Mulla Veseli sowie die Kirche Heiliger Uroš werden als Symbol der jahrzehntelangen religiösen Toleranz zwischen albanischen Muslimen und serbischen Christen betrachtet. Während des Kosovokrieges 1999 wurde keines dieser Gotteshäuser beschädigt oder zerstört. Doch bei den gewaltsamen Unruhen gegen die serbische Bevölkerung im Jahr 2004 wurde die Kirche Heiliger Uroš durch albanische Extremisten angegriffen. Da die Moschee und die Kirche direkt nebeneinander stehen, wird dieser Ort von vielen Touristen fotografiert, da dies ein einzigartiges architektonisches, gesellschaftliches und religiöses Phänomen darstellt.

## Bevölkerung
Die Stadt Ferizaj hat gemäß 2011 durchgeführter Volkszählung 42.628 Einwohner. 39.811 (93,39 %) bezeichnen sich als Albaner, 2405 (5,64 %) als Roma, Aschkali bzw. Balkan-Ägypter, 63 als Goranen, 48 als Bosniaken, 46 als Türken und 14 als Serben. Weitere 86 Personen gaben eine abweichende Ethnizität an.
| Volkszählung | 1948 | 1953 | 1961   | 1971   | 1981   | 1991   | 2011   |
| ------------ | ---- | ---- | ------ | ------ | ------ | ------ | ------ |
| Einwohner    | 6685 | 8165 | 11.665 | 22.239 | 37.659 | 57.918 | 42.682 |

## Sport
Der lokale Fußballverein ist KF Ferizaj und spielt zurzeit in der höchsten Liga, der IPKO Superliga. Ein bekannter Klub aus der Stadt war der ehemalige serbische Handballverein Borac Uroševac, der seine größten erfolge in den 1980ern hatte.

## Söhne und Töchter der Stadt
- Svetomir Arsić-Basara (* 1928), Bildhauer
- Lucjan Avgustini (1963–2016), römisch-katholischer Bischof
- Mentor Haziri (* 1979), Rock- und Jazzsänger
- Labinot „Labi“ Tahiri (* 1979), Popsänger
- Getinjo (* 1990), Rapper
- Enis Bytyqi (* 1992), Pop/R&B-Sänger
- Qëndrim Guri (* 1993), Radrennfahrer
- Mozzik (* 1995), Rapper
- Bleron Krasniqi (* 2002), kosovarisch-deutscher Fußballspieler
- Regard, DJ